# David "Stringbean" Akeman
David Akeman más conocido como Stringbean (Anville, Kentucky, 17 de junio de 1915 - Nashville, Tennessee, 10 de noviembre de 1973) fue un reconocido banjista y cantante que alcanzó la fama en el programa televisivo de humor Hee Haw junto a su compañero de programa y amigo Grandpa Jones. Además, Stringbean realizó multitud de apariciones en otros programas de televisión, como Porter Wagoner's Show o el Wilburn Brothers Show. Stringbean era un cantante habitual también del reconocido espectáculo Grand Ole Opry.

## Comienzos
David Akeman nació en una familia de granjeros en Kentucky, su familia estaba repleta de músicos y en su ciudad, Anville, vivían multitud de músicos y cantantes aficionados. El padre de David fue el que le ayudó a convertirse en un gran músico. A los 7 años David confeccionó su propio banjo con una caja de zapatos. Cinco años más tarde cambió dos pollos por un auténtico banjo. Akeman realizaba numerosos actos en ferias locales cuando era joven donde se empezaba a atisbar su habilidad con dicho instrumento.

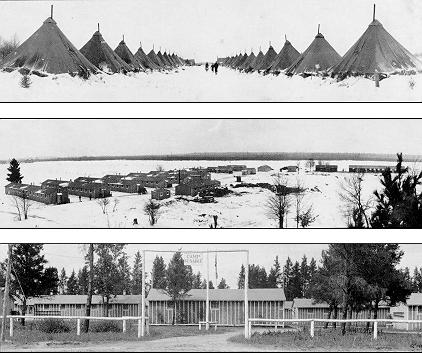
Cuerpo Civil de Conservación en Michigan

Durante la Gran Depresión David ingresó en el Cuerpo Civil de Conservación o CCC, un sistema ideado para combatir la pobreza en jóvenes. Akeman se dedicó a construir carreteras y a reforestar el territorio norteamericano. Durante este periodo fue descubierto por el cantante y guitarrista country Asa Martin y pasó a formar parte de su grupo musical. Asa Martin fue el responsable del nombre artístico de David Akeman, Stringbean. Todo ocurrió cuando a Martin se le olvidó el nombre de David y lo introdujo como "String Beans" haciendo referencia a su físico larguirucho.  
Stringbean pasó de ser un simple banjista a cantante y cómico. Sus chistes empezaron a hacerse famosos por lo que empezó a combinar la música con el humor. Stringbean también participaba durante los años 30 en numerosos partidos de béisbol de la zona sur de Estados Unidos. Stringbean estuvo trabajando en varios grupos y junto a Grandpa Jones eran de los pocos que aún continuaban tocando el banjo ya que dicho instrumento había desaparecido de los escenarios musicales.

## Trayectoria
Pero fue realmente su unión con Bill Monroe lo que le dio fama. Bill Monroe que poseía su propio equipo de béisbol descubrió a Stringbean en los terrenos de juego y lo convirtió en el primer banjista de su grupo musical los Blue Grass Boys. Stringbean tocaba un característico estilo clawhammer y el banjo a dos dedos, también continuó realizando chistes ocasionales en radios y en conciertos.

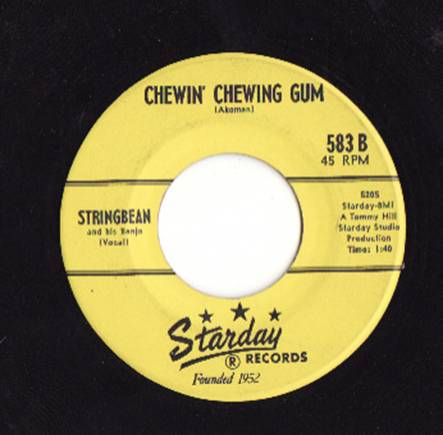
Starday 583 B - Chewin'ChewingGum

Stringbean fue sustituido en 1945 por Earl Scruggs que poseía una técnica mucho más innovadora que Stringbean. Ese mismo año Stringbean contrajo matrimonio con Estelle Stanfill. En 1946 fue cuando por primera vez Stringbean empezó a trabajar con Grandpa Jones. Más tarde creó un dúo humorístico con Lew Childre. Para finales de los 40 Stringbean se convirtió en un protegido de Uncle Dave Macon, cantante y humorista del Grand Ole Opry. Cuando Macon falleció Stringbean se convirtió en un regular en el Grand Ole Opry.
A principios de los 60 firmó con Starday y grabó su primer álbum en 1961 titulado Pickin' and Grinin' with Stringbean que además de canciones incluía chistes e historietas cortas sobre animales y otros temas. De 1961 a 1972, realizó un total de 8 álbumes con canciones como "Chewin' Gum" o "Big Ball in Nashville". 
En 1969 ingresó en el famoso programa humorístico-musical Hee Haw donde se convirtió en uno de los artistas más amados de la escena musical de la música country. En el programa eran habituales sus apariciones vestido de espantapájaros o pescando con Grandpa Jones.

## Muerte
Stringbean era un hombre muy sencillo que no se permitía muchos lujos ya que vivía en una cabaña a unos 30 kilómetros del centro de Nashville, además era vecino de su amigo Grandpa Jones. El único lujo que Stringbean se permitía era un Cadillac. Desconfiaba también de los bancos tras la Gran Depresión por lo que corría el rumor de que Stringbean poseía una gran cantidad económica en metálico en su casa.
Stringbean recibió un disparo mortal poco después de entrar en su casa de regreso tras haber realizado una función en el Grand Ole Opry, tras él su esposa también fue abatida. Los ladrones no encontraron prácticamente nada de dinero y lo único que se llevaron fue una motosierra y unas cuantas pistolas. A la mañana siguiente los cadáveres fueron descubiertos por su vecino y amigo Grandpa Jones. La prensa más sensacionalista intentó inculpar a Grandpa como el asesino, cosa que creó un gran dolor en el artista. La policía detuvo a los hermanos John y Marvin Douglas y fueron condenados a cadena perpetua. En 1996 fue descubierta la desorbitante suma de 20 000$ dólares descompuestos tras un ladrillo de la chimenea.